# Sorghastrum fuscescens
Sorghastrum fuscescens är en gräsart som först beskrevs av Pilg., och fick sitt nu gällande namn av Clayton. Sorghastrum fuscescens ingår i släktet Sorghastrum och familjen gräs. Inga underarter finns listade i Catalogue of Life.